# Алам Хан, Шамим
Генерал Шамим Алам Хан (урду شميم عالم‎, 18 августа 1937, Шиллонг, Британская Индия — 9 декабря 2021, Равалпинди, Пенджаб) — старший генерал пакистанской армии, занимал пост 7-го председателя Объединённого комитета начальников штабов с 1991 года до выхода на пенсию в 1994 году.

## Биография
Шамим Алам Хан родился 18 августа 1937 года в Шиллонге, Мегхалая в Индии, в семье, говорящей на урду:208. Его отец, Махбуб Алам Хан, был офицером индийской государственной службы, работал на административной должности в Survey of India. Его мать, Ниса Бегум, была домохозяйкой. У Махбуба было девять детей от Низы, все они пошли служить в престижных родах войск вооружённых сил Пакистана.
После раздела Индии в 1947 году семья Алам переехала из Бангалора в Равалпинди на поезде, став свидетелями насилия и беспорядков, которые происходили в поездах во время раздела в 1947 году. В конце концов, Махбуб Алам нашёл работу в Survey of Pakistan.
Алам поступил в Колледж Лоуренса, где получил диплом, который позволил ему поступить в Университет Государственного колледжа (GCU) в Лахоре, Пенджаб, Пакистан. Однако он оставил учёбу в GCU, так как поступил в пакистанскую армию в 1954 году; Алам Хан поступил в Пакистанскую военную академию в Какуле. В 1956 году он завершил курс обучения (14-й долгий курс) в Пакистанской военной академии, и был направлен в 20-й уланский бронетанковый корпус. В 1958–1960 годах лейтенант Алам присоединился к элитной группе специального назначения (SSG), в конце концов был выбран для обучения в спецназе армии США в Форт-Брэгге в Северной Каролине, США.
По возвращении майор Алам участвовал во второй войне с Индией в 1965 году, командуя ротой, и его доблестные действия принесли ему одну из высших военных наград — Ситара-э-Джурат — от президента Пакистана в 1966 году:36. В 1967–70 годах майор Алам отправился в Соединённое Королевство, где он учился в Штабном колледже британской армии в Кемберли и служил в 28-м кавалерийском полку в секторе Чамб на западном фронте третьей войны с Индией в 1971 году. После войны майор Алам вместе со своим братом лейтенантом Шамуном поступил в Национальный университет обороны; оба получили степень магистра военных наук. Подполковник Шамим некоторое время работал инструктором в военно-воздушном колледже в Исламабаде.

## Война и командование в армии
В 1979–80-х годах бригадир Шамим служил начальником штаба I корпуса, дислоцированного в Мангла, а затем командовал отдельной бронетанковой бригадой, дислоцированной в Белуджистане. С 1983 по 1985 год генерал-майор Шамим командовал 1-й бронетанковой дивизией в Мултане.
В 1987 и 1988 годах повышение генерал-майора Шамима было отложено и проигнорировано тогдашним главнокомандующим и президентом Зия-уль-Хаком:121. Однако в это дело вмешался премьер-министр Мухаммад Джунеджо, и в конце концов Шамим был назначен командиром:121:16.
В 1988 году генерал-лейтенант Шамим был отправлен на своё первое командное задание в качестве полевого командира 2-го ударного корпуса, дислоцированного в Мултане, Пенджаб, Пакистан, где он служил до 1989 года, когда он был повышен до должности начальника Генерального штаба (CGS) в штабе армии в Равалпинди. В апреле 1991 года генерал-лейтенант Шамим был назначен полевым командиром XXXI корпуса, дислоцированного в Бахавалпуре, но это командование продлилось всего несколько месяцев, когда президент Гулам Исхак Хан объявил о повышении генерал-лейтенанта Шамима к четырёхзвездному званию — он стал самым старшим генералом армии в вооружённых силах:29.

## Председатель Объединённого комитета
8 ноября 1991 года генерал Шамим стал председателем Объединённого комитета начальников штабов, а затем продолжил играть решающую роль в поддержке генерала Абдула Вахида, тогдашнего начальника штаба армии, чтобы добиться отставки обоих — Президента Гулама Исхака и премьер-министра Наваза Шарифа:234. 26 ноября 1992 года генерал Шамим был назначен на церемониальную должность почётного командира бронетанковых войск, на которой он оставался до 18 декабря 1996 года. В 1994 году генерал Шамим подал в отставку после завершения срока пребывания в должности:123.

## Смерть
Хан умер от COVID-19 в Равалпинди 9 декабря 2021 года в возрасте 84 лет на фоне пандемии COVID-19 в Пакистане.

## Галерея

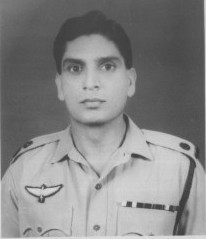
Командующий ротой
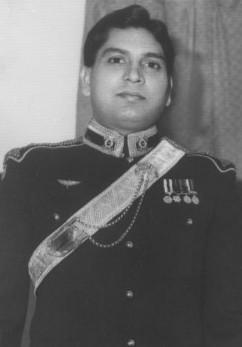
Подполковник
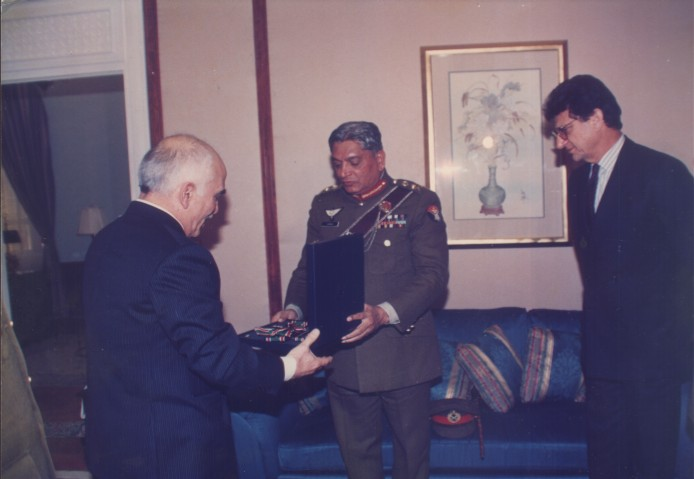
Получение высшей военной награды Иордании
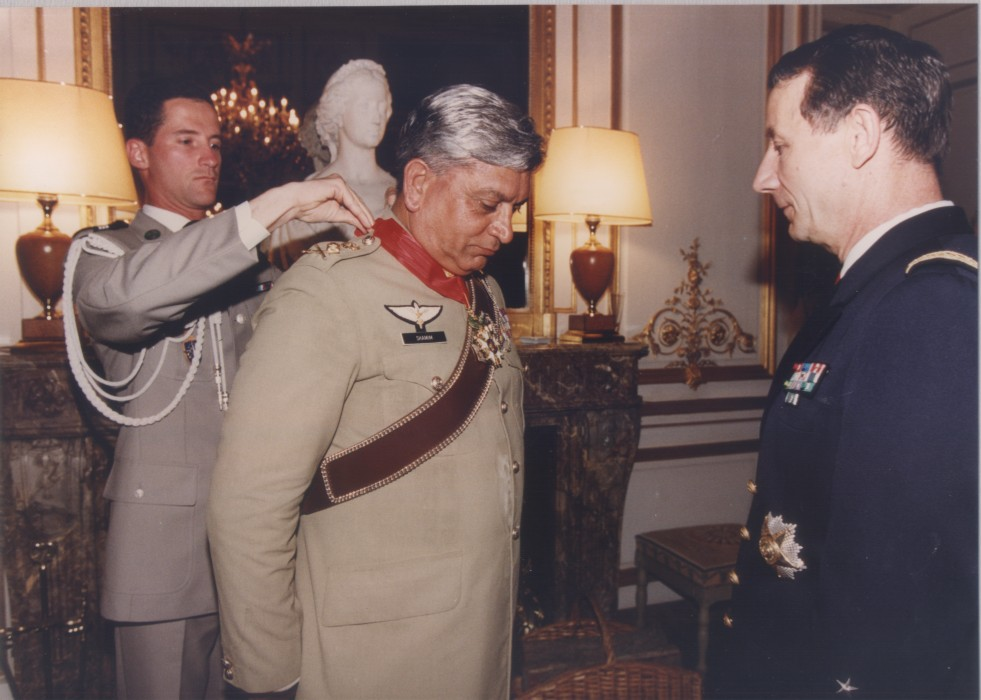
Получение Национального ордена Почётного легиона
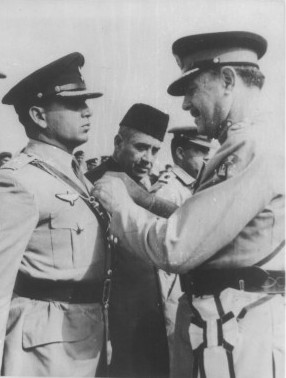
Получение ордена Ситара-э-Джурат[англ.]
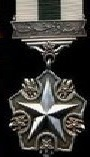
Ситара-э-Джурат[англ.]
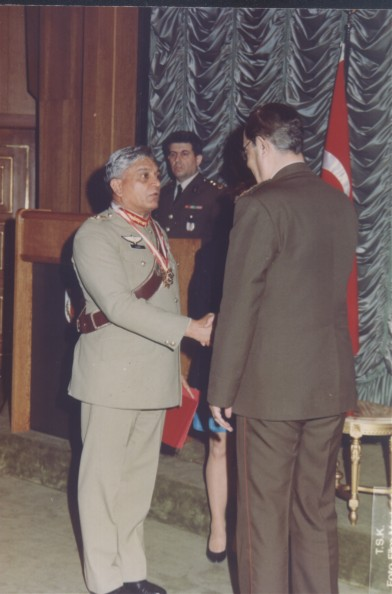
Получение Почётной медали вооружённых сил Турции[англ.]
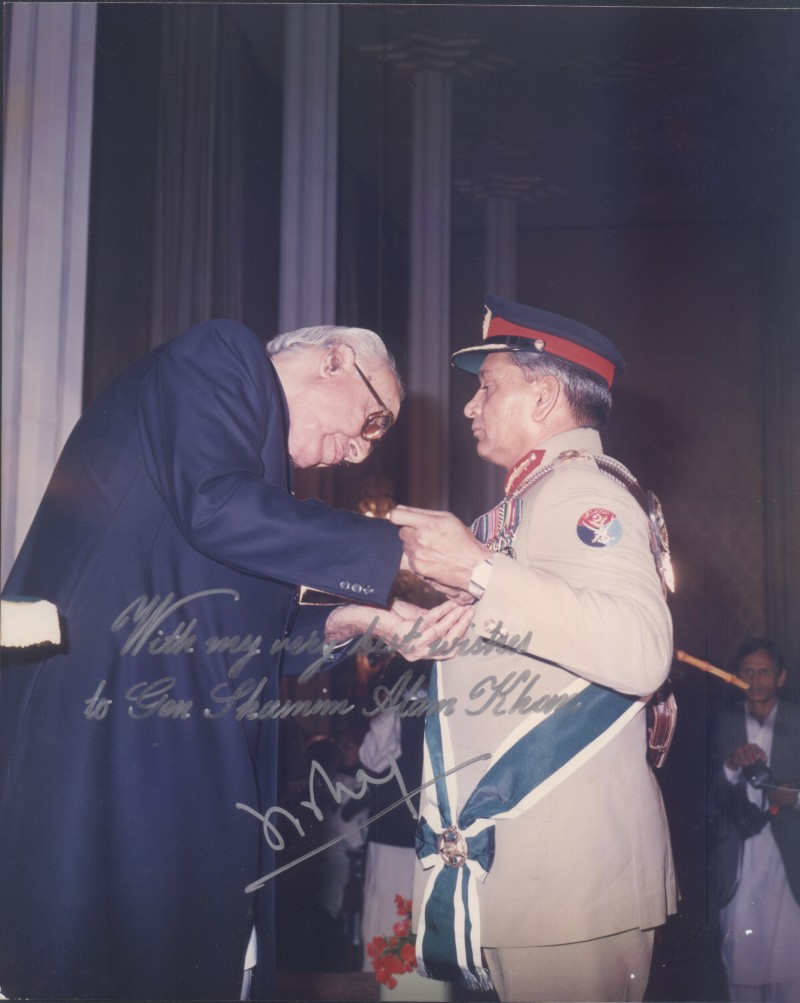
Получение Ордена Совершенства
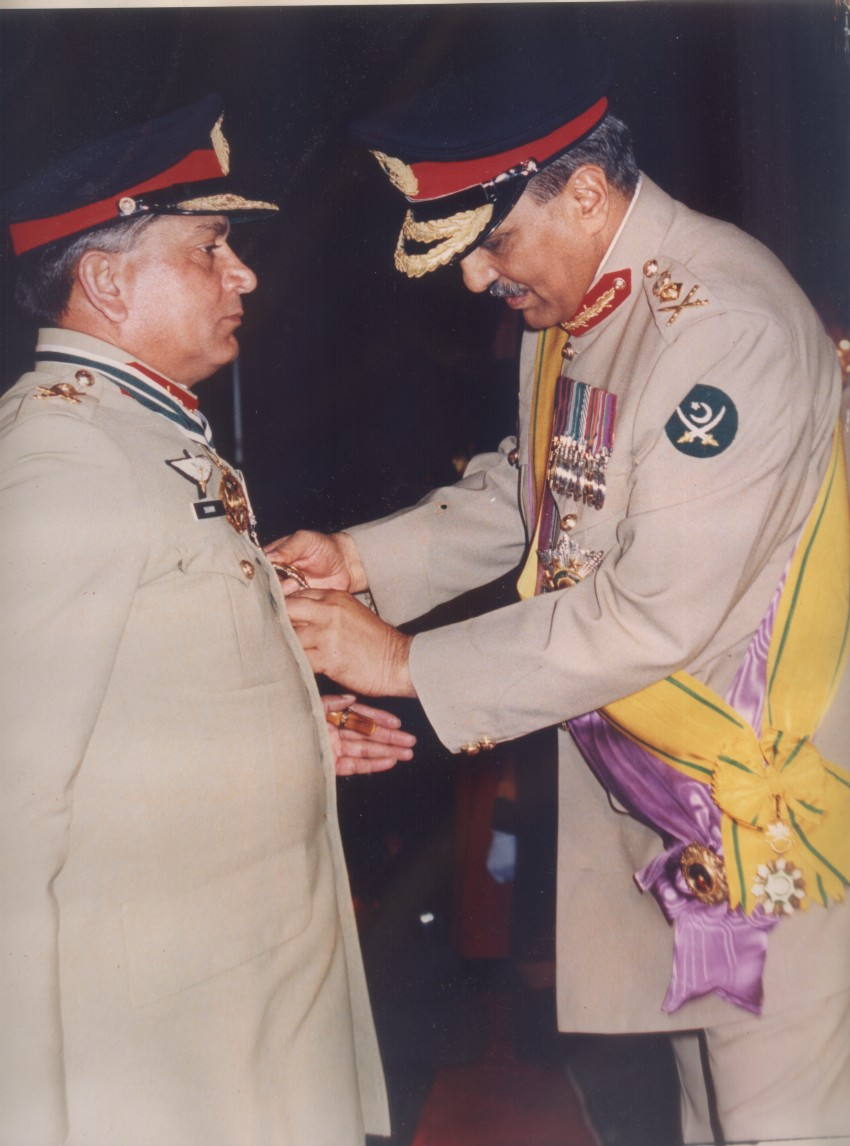
Получение Хилал-и-Имтиаз[англ.]
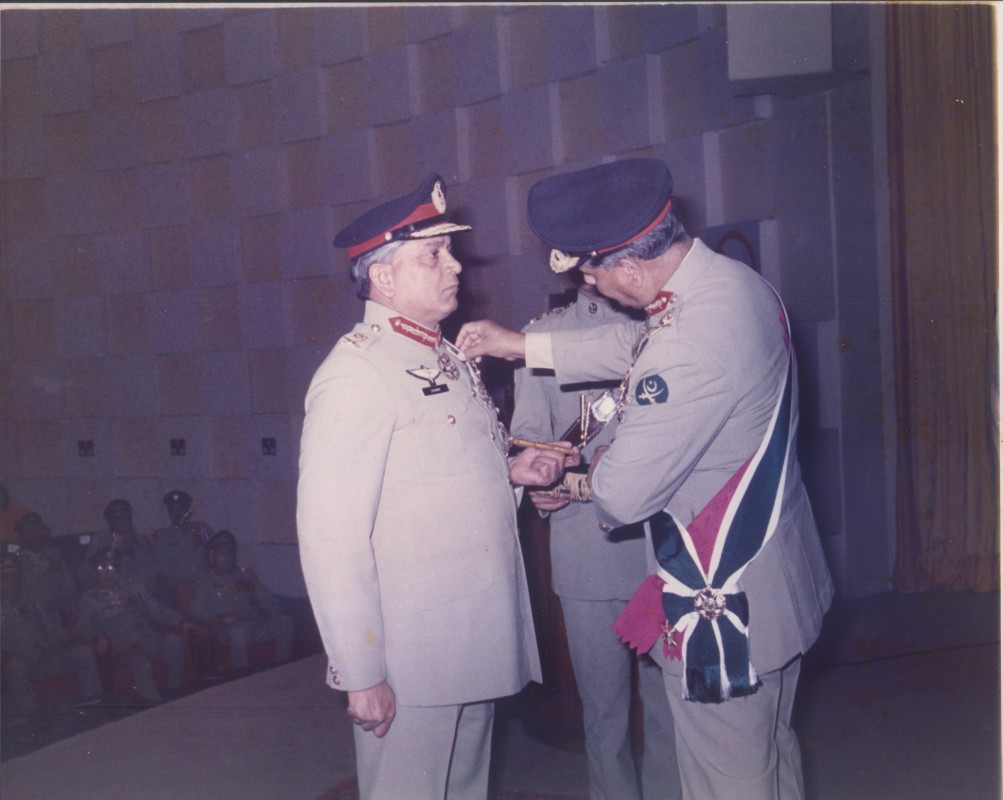
Получение Ситар-э-Басалат
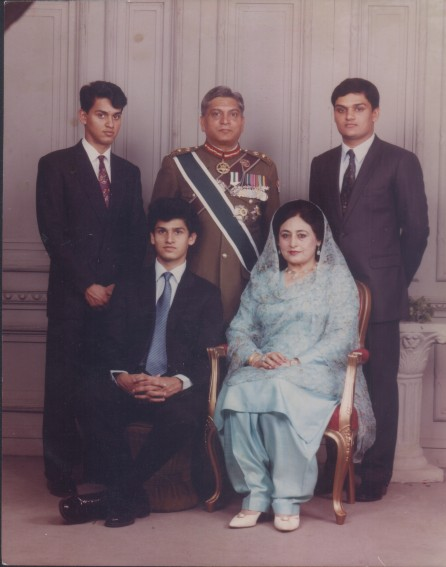
Семья Шамима Алама Хана